# Dreifaltigkeitskathedrale (Oulu)

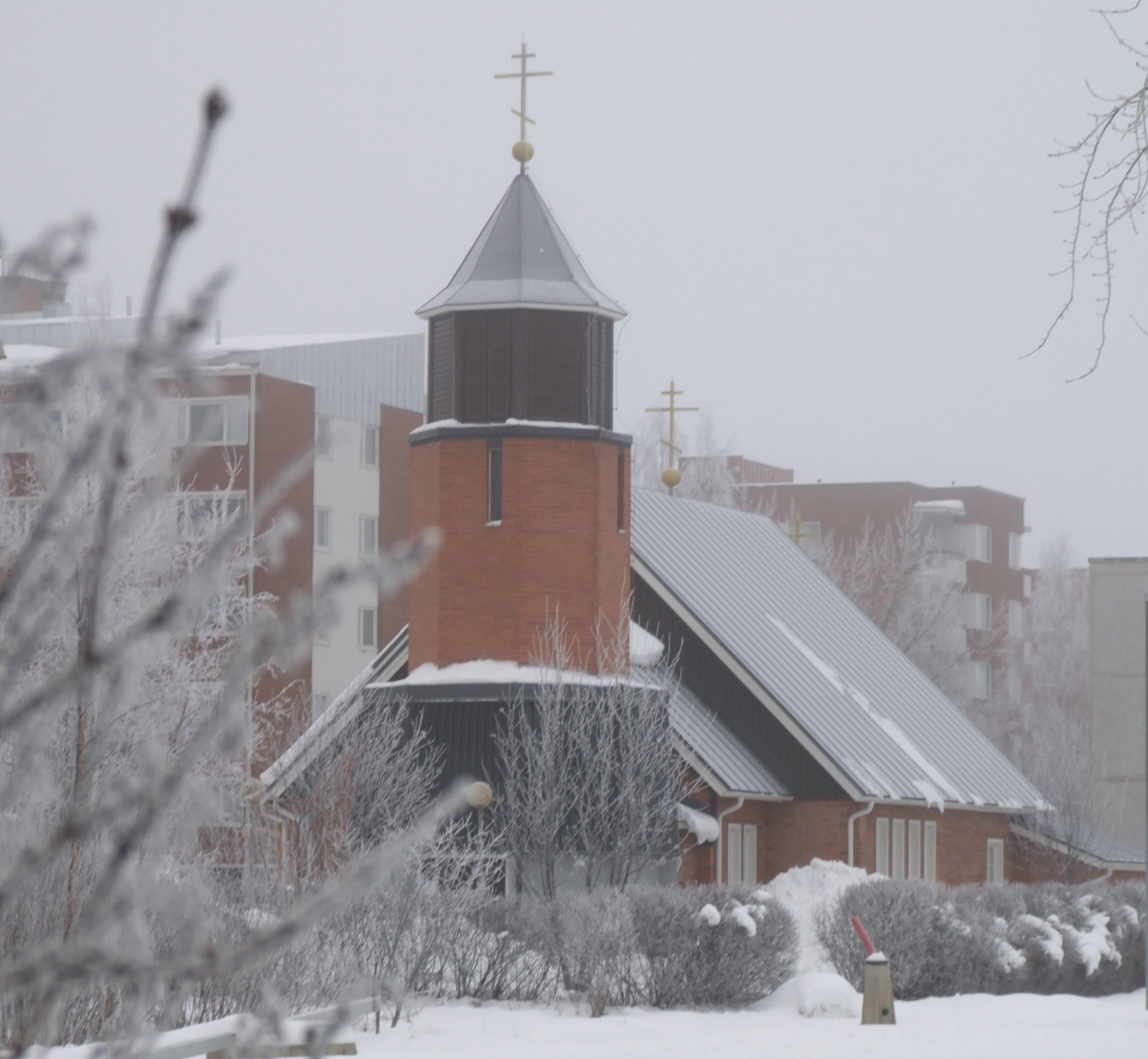
Ansicht der Kirche

Die Dreifaltigkeitskathedrale (finnisch: Pyhän Kolminaisuuden katedraali) im finnischen Oulu ist die Bischofskirche des orthodoxen Bistums Oulu.
Die Kirche wurde von Mikko Huhtela entworfen und 1957 vollendet. Die bedeutende Ikonostase schuf Petros Sasakin. Bis zur Gründung des Bistums 1980 diente sie als orthodoxe Pfarrkirche.